# 反启蒙
反啟蒙（Counter-Enlightenment）是指歐洲啟蒙運動期間出現的反對其主流態度和理想的知識分子立場的鬆散集合。通常認為反啟蒙運動從18世紀持續到19世紀初，尤其是隨著浪漫主義的興起。反启蒙思想家没有一套教條，而是每個人都挑戰啟蒙思想的特定要素，例如對進步的信仰、全人類的理性、自由民主和日益世俗化的社會。
關於誰將被包括在反啟蒙運動的先驅人物中的问题存在分歧。在意大利，詹巴蒂斯塔·维柯批評了還原論和笛卡爾方法的傳播，他認為這是閹割了文藝復興時期的藝術和人文學科。 幾十年後，撒丁島的約瑟夫·德梅斯特和英國的埃德蒙·伯克都批評啟蒙運動的理想導致了法國大革命的流血和暴政。讓-雅克·盧梭和約翰·格奧爾格·哈曼分別作為法國和德國浪漫主義的先驅，對反啟蒙運動的興起也具有重要意義。
在20世紀後期，反啟蒙運動的概念被支持啟蒙運動的歷史學家以賽亞·柏林推廣為相對主義、反理性主義、活力論和有機思想家的傳統，主要源於哈曼和隨後的德國浪漫主義。雖然柏林在很大程度上因改進和推廣了這一概念而受到讚譽，但該術語在英語中的第一次已知使用發生在1949年，並且在其他歐洲語言中也有幾個更早的使用，包括德國哲學家弗里德里希·尼采。